# Institut za umetničku igru
Institut za umetničku igru iz Beograda, prvi i jedini akreditovani studijski program u oblasti umetničke igre u Srbiji, je osnovan 2014. godine. Akreditovani studijski programi na osnovnim, master i doktorskim studijama pružaju školovanje u oblasti visoko profesionalne umetničke igre (klasičan balet, savremena igra, scenska narodna igra i muzika), koreografje, baletske pedagogije i pedagogije savremene igre. Studijski programi na Institutu su utemeljeni na savremenom konceptu i vode ga istaknuti profesori iz Srbije kao i profesori sa Triniti Laban Konzervatorijuma iz Londona.

## Osnovne akademske studije
Osnovne akademske studije iz oblasti umetničke igre traju tri godine, odnosno šest semestara. Po završetku ovog nivoa studija stiče se zvanje Dramski i audiovizuelni umetnik – Umetnička igra (180 ESPB poena).
Studijski program čine obavezni i izborni predmeti. Na strukturu studija student može uticati izbornim predmetima i na taj način oblikovati svoj akademsko-stručni profil.
Obavezni predmeti osposobljavaju studente da savladaju klasične i savremene plesne metode: pružaju teorijsku podlogu studentima da upoznaju osnovne principe estetike i psihologije umetnosti i pružaju osnovna znanja iz oblasti klasične i savremene umetničke igre, koreografije i scenografije.
Pored umetničkih predmeta, studenti uče engleski i još jedan strani jezik po izboru kao i predmete vezane za marketing, organizaciju i menadžment u umetničkoj igri koji ih upućuju na način kako da u budućnosti sami mogu da pribavljaju finansijska sredstva, organizuju, i izvode scensko-izvođačke projekte.
Izborni predmeti osposobljavaju studente kako da se dodatno usavršavaju za oblast igre, koreografije ili pedagogije. Nastava se izvodi u skladu s najsavremenijim svetskim metodama i odvija po pravilima evropske komisije za proveru kvaliteta visokoškolskih programa što omogućava programu Instituta za umetničku igru da bude međunarodno priznat, odnosno da obezbedi dalju prohodnost svojim diplomcima.
Studenti na osnovnim akademskim studijama mogu da se usavršavaju na 6 odseka:
- Klasičan balet,
- Savremena igra,
- Koreografija,
- Scenska narodna igra i muzika,
- Baletska pedagogija,
- Pedagogija savremene igre.

## Master studije
Na Institutu se realizuju dva Master studijska programa: Umetnička igra i Master studije plesnog performansa - IUI Transition Dance Company.
Master studijski programi traju dve godine i imaju za cilj da omogućavanje studentima školovanje na višem akademskom nivou u oblasti visoko profesionalne umetničke igre, umetničke i kulturne produkcije, kao i da osposobe studente za kvalifikovan rad u kulturnim institucijama na poslovima umetničkog rukovođenja i upravljanja umetničkom produkcijom. Cilj studijskih programa je usmeren ka unapređenju znanja i stečenih umetničkih veština i metoda na osnovnim akademskim studijama i ostvarivanju visokih umetničkih rezultata, a zatim i procesima kulturnog razvoja, kao što je planiranje javnih kulturnih delatnosti i sl. Nakon završenih master studija stiče se zvanje Master dramski i audiovizuelni umetnik.

## Doktorske studije
Od školske 2019/20. na Institutu se realizuju akreditovane doktorske studije Umetnička igra i performans. Ovaj studijski program traje tri godine, nakon čega se stiče zvanje Doktor umetnosti – dramske i audiovizuelne umetnosti. Cilj studijskog programa je usmeren ka unapređenju znanja i stečenih umetničkih veština i metoda na master akademskim studijama koje se primenjuju u određenim naučnim postupcima u ostvarivanju visokih umetničkih rezultata, a zatim i u procesima kulturnog razvoja, kao što je planiranje javnih kulturnih delatnosti i sl. Program je interaktivnog karaktera, uključuje kreativne radionice, media labove, podstiče studente na razmišljanje i kreativnost kao i samostalnost u radu kroz primenu stečenih znanja.Studenti izučavaju i primenjuju savremene metode i tehnike umetničkog istraživanja, kako bi uspešno izradili doktorsku disertaciju predviđenu studijskim programom.
Ishod procesa učenja na Institutu za umetničku igru je obrazovan student koji poseduje aktivna umetnička i teorijska znanja, veštine i sposobnosti da obavlja javnu, kolektivnu i individualnu kulturno-umetničku delatnost.

## Nastavni kadar
- Prof. dr Vladimir Tomašević - Dekan;[5]
- Prof. dr Snežana Arnautović Stjepanović[6] - Prodekan;
- Prof. Aleksandar Ilić;[7]
- Prof. Dijana Milošević[8]
- Prof. dr Tadija Miletić[9]
- Prof. dr Miomir Petrović[10]
- Prof. Nemanja Maraš[11]
- Prof. dr Vesna Bajić
- Prof. dr Stanko Bulajić[12]
- Doc. Ana Spremić[13]
- Jelena Ilić, MA
- Jasmina Jovanović, MA
- Katarina Bućić, MA
- Maja Krasin, MA
- Žorž Draušnik, MA
- Maša Stojičić-Pavlović, MA
- Mila Stijak, MA
- Ognjen Vučinić
- Milan Bačkulja
- Velimir Agovski
- Aleksandar Radulović
- Mirko Milanović.[14]

## Nagrade i priznanja
- Studenti Instituta za umetničku igru Vladimir Čubrilo, Branko Mitrović i Boris Vidaković dobitnici su Specijalne pohvale Terpsihora. 2017.[15]
- Na XXI Festivalu koreografskih minijatura 2017. godine, prva nagrada, nagrada kritike i nagrada Aleksandar Izrailovski dodeljena je profesoru Macieju Kuźmińskom, Studentima Đurđiji Jelenković i Nastasji Ivetić i Luki Stojkoviću pripala je prestižna nagrada Ohrabrenje.[16]
- Dobitnica Godišnje nagrade za najbolju koreografiju, Pozorišta na Terazijama 2017. godine je Milica Cerović, studentkinja II godine Master studija Instituta za umetničku igru.[17]
- Studentkinje Instituta za umetničku igru Jovana Ikonić, Teodora Vujkov i Anđelija Jovanović, na prestižnom Međunarodnom takmičenju TANZOLYMP u Berlinu 2018. godine osvojile su drugo mesto (prvo nije dodeljeno) za koreografiju Beige i F31.6 Jovane Ikonić.[18]
- Studenti Instituta za umetničku igru Katarina Bućić, Katarina Stojković, Marija Vučenović, Mila Stijak, Maja Marković i Vladimir Čubrilo nominovani su za Nagradu grada Beograda za 2017. godinu u oblasti Umetnost – stvaralaštvo mladih za projekat Nušić Triptih.[19]
- Studentkinja II godine Instituta za umetničku igru Alisa Oravec, osvojila je prvo mesto i laureat za režiju i koreografiju predstave „Petar Pan“ na Pokrajinskom festivalu dečjeg pozorišnog stvaralaštva „3xĐ“ u pozorišnoj sekciji „Đetvan“ 2018. godine.[20]
- Doc. Aleksandar Nikolić dobitnik je zahvalnice za izuzetan doprinos kulturi grada Jerusalima, koju dodeljuje Žamboki IMVAJ, Ministarstvo spoljnih poslova i grad Jerusalim.[19]
- Nikola Pavlović student treće godine Odsek koreografija, u selekciji od 17 kandidata iz celog sveta odbran je za koreografski debi Međunarodne produkcije Plesnog teatra Ljubljana koja će premijerno biti izvedena 2020. godine na sceni tog teatra.[19]
- Specijalnu pohvalu Terpsihora 2019. kao prestižno priznanje koje se dodeljuje na godišnjem nivou umetnicima ili institucijama kulture u oblasti umetničke igre, dobila je Đurđija Jelenković apsolvent Instituta za umetničku igru.[21]
- Nagrade i pohvale za izvedene radove na Aprilskim susretima 2019. dobili su: Anđelija Jovanović, student III godine osnovnih studija - Specijalna pohvala; Katarina Bućić, saradnik u nastavi i student II godine Master programa Umetnička igra - Najbolji performans; Nikola Pavlović, student III godine osnovnih studija -Najbolja koreografija.[22]
- Na završnoj večeri programa Universal Artists festivala u koncertnoj sali Jordan Hall u Bostonu Prof. dr Vladimir Tomašević i umetnička direktorka Universal Artist festivala iz Bostona i GIPAC Asocijacije Wanzhe Zhang dodelili su učesnicima nagrade i priznanja. Prof. Aleksandar Ilić i doc. Aleksandar Nikolić su pozdravljeni stojećim ovacijama na Konzervatorijumu Nove Engleske u Bostonu gde su im uručena i specijalna priznanja.[23]
- Na 23. Festivalu koreografskih minijatura (FKM) u organizaciji Udruženja baletskih umetnika Srbije na sceni Raša Plaović Narodnog pozorišta u Beogradu 2019. dodeljene su nagrade mladim koreografima sa Instituta za umetničku igru: Nagrada Ohrabrenje dodeljena je Katarini Ilijašević i Sandri Milošević, Nagrada Aleksandar Izrailovski dodeljena je Luki Stojkoviću, Nagrada kritike i treće mesto pripalo je Katarini .[24]